# ンジャセ・ニャン
ンジャセ・ニャン（N'Diassé Niang）は、セネガル出身・神奈川県在住のパーカッショニスト。ジェンベやサバール、ソウルバ、ブガラブー（英語: Bougarabou）など、アフリカの伝統楽器を演奏する。

## 人物
セネガルの首都ダカールに生まれる。幼時に母方の父、叔父でグリオのゲウェル・ンジャニからサバールを学び、後にジェンベをダンサーから独自で学び、演奏するようになる。

## 活動歴
セネガルのダンス・カンパニー「タムタム・ダフリック」を経て、セネガル第2国立舞踊団「シノメウ」のソリストを務め、アフリカ諸国をはじめ欧米で数多く公演。ワークショップも主宰。パーカッションのみならず、母国では自己のグループ「ニンキナンカ」「Deeg（ドゥグ）」でシンガー、コラ奏者としても活動。
2001年に活動拠点を日本に移し、各地の学校コンサートなどで演奏活動を行う一方、自己のグループ「Nioun（ニュン）」を結成。2003年以降は、渡辺貞夫グループのメンバーとしても活動。
- 2003年 - 「Wheel of Lifeツアー2003」以降、渡辺貞夫グループの一員として国内外のステージで演奏。
- 2005年 - 愛・地球博では渡辺貞夫プロデュース[3]の「ジャパンデー・ジャパンウィーク」（6月）、「リズムワールド」（8月）[4]にて、来日したDeegのメンバー15名を交えて世界4ヶ国の子供たちと競演。
- 2008年 - 第1回野口英世アフリカ賞[5]の記念晩餐会で自己のグループを率いて演奏[6]。
- 2009年 - 第20回南郷サマージャズフェスティバルに渡辺貞夫グループの一員として出演。
- 2010年 - APEC関連イベント[7]、「女性リーダーズネットワーク（WLN）」のフェアウェル・パーティーで和楽器「太古の響き」などの演奏を披露。渡辺貞夫グループとしての活動のほか、自身のライブも行い、ジェンベ、サバール、ソウルバ、トーキング・ドラムなどのワークショップを主宰し、後進の指導にもあたる。

## ディスコグラフィー
- 渡辺貞夫 『ワン・フォー・ユー』（2006年)
- 渡辺貞夫 『ベイシーズ・アット・ナイト』（2007年）